# Viburnum inopinatum
Viburnum inopinatum är en desmeknoppsväxtart som beskrevs av William Grant Craib. Viburnum inopinatum ingår i släktet olvonsläktet, och familjen desmeknoppsväxter. Inga underarter finns listade i Catalogue of Life.